# Ганс-Георг Шварценбек
Ганс-Георг Шварценбек (нім. Hans-Georg Schwarzenbeck, нар. 3 квітня 1948, Мюнхен) — німецький футболіст, що грав на позиції захисника. Чемпіон світу і Європи. Один з лідерів мюнхенської «Баварії» і збірної ФРН свого часу.

## Клубна кар'єра
Народився 3 квітня 1948 року в місті Мюнхен. Розпочинав займатися футболом в одній з місцевих секцій. 1961 року був зарахований до дитячої школи «Баварії».
За основний склад дебютував 8 жовтня 1966 року в Бремені, проти «Вердера». Свій перший м'яч у бундеслізі забив через три роки: 25 жовтня 1969 року у ворота «Алеманії». Кольори мюнхенського клубу захищав протягом усієї ігрової кар'єри, яка тривала шістнадцять років. За цей час, на внутрішній арені, шість разів виборював титул чемпіона і тричі ставав володарем національного кубка. Всього провів у бундеслізі 416 матчів (21 гол), у кубку Німеччини — 57 матчів (7 голів).
Найважливіший гол у своїй кар'єрі забив у фіналі Кубка європейських чемпіонів 1973/74. На останній хвилині додаткового часу зрівняв рахунок і за тогочасним регламентом було призначене перегравання. Через два дні «Баварія» здобула переконливу перемогу над мадридським «Атлетіко». По два м'ячі забили Герд Мюллер і Улі Генесс, а поєдинок завершився з рахунком 4:0. Грав Шварценбек і у двох наступних фіналах найпрестижнішого клубного турніру Європи.
1976 року став володарем Міжконтинентального кубка, а в сезоні 1966/67 — володарем Кубка кубків УЄФА. Всього в європейських клубних турнірах провів 74 матчі, 2 голи.

## Виступи за збірну
12 червня 1971 року дебютував у складі національної збірної. У Карлсруе німецькі футболісти перемогли збірну Албанії з рахунком 2:0.
У складі збірної здобув золоті нагороди на чемпіонаті Європи 1972 року у Бельгії і на домашньому чемпіонаті світу 1974 року. Срібний призер чемпіонату Європи 1976 року в Югославії. Був у заявці на чемпіонаті світу 1978 року в Аргентині, але на поле не виходив.
У фінальних частинах чемпіонатів світу і Європи провів 11 поєдинків, а всього за вісім років у формі головної команди країни — 44 матчі.

## Титули і досягнення
- Чемпіон світу (1): 1974
- Чемпіон Європи (1): 1972
- Віце-чемпіон Європи (1): 1976
- Володар Кубка чемпіонів УЄФА (3): 1974, 1975, 1976
- Володар Кубка кубків УЄФА (1): 1967
- Володар Міжконтинентального кубка (1): 1976
- Чемпіон ФРН (6): 1969, 1972, 1973, 1974, 1980, 1981
- Володар Кубка ФРН (3): 1967, 1969, 1971

## Статистика
|                          | Ігри | Голи |
| ------------------------ | ---- | ---- |
| Збірна ФРН               | 44   | 0    |
| Бундесліга               | 416  | 21   |
| Кубок ФРН                | 57   | 7    |
| Кубок чемпіонів          | 39   | 1    |
| Кубок кубків             | 18   | 0    |
| Кубок УЄФА               | 13   | 1    |
| Суперкубок УЄФА          | 4    | 0    |
| Міжконтинентальний кубок | 2    | 0    |
| Усього за кар'єру        | 593  | 30   |